# Нортгленн (Колорадо)
Нортгленн (англ. Northglenn) — місто (англ. city) в США, в округах Адамс і Велд штату Колорадо. Населення — 38 131 особа (2020).

## Географія
Нортгленн розташований за координатами 39°54′40″ пн. ш. 104°58′44″ зх. д. / 39.91111° пн. ш. 104.97889° зх. д. (39.911166, -104.978840).  За даними Бюро перепису населення США в 2010 році місто мало площу 19,43 км², з яких 19,19 км² — суходіл та 0,24 км² — водойми.

### Клімат
| Клімат : Нортгленн    | Клімат : Нортгленн | Клімат : Нортгленн | Клімат : Нортгленн | Клімат : Нортгленн | Клімат : Нортгленн | Клімат : Нортгленн | Клімат : Нортгленн | Клімат : Нортгленн | Клімат : Нортгленн | Клімат : Нортгленн | Клімат : Нортгленн | Клімат : Нортгленн | Клімат : Нортгленн |
| Показник              | Січ.               | Лют.               | Бер.               | Квіт.              | Трав.              | Черв.              | Лип.               | Серп.              | Вер.               | Жовт.              | Лист.              | Груд.              | Рік                |
| Середній максимум, °C | 9,4                | 10,6               | 14,4               | 17,8               | 23,3               | 29,4               | 33,3               | 31,7               | 27,2               | 20,0               | 13,3               | 8,3                | 20,0               |
| Середній мінімум, °C  | −7,2               | −6,7               | −2,2               | 1,7                | 6,7                | 11,7               | 14,4               | 13,9               | 8,9                | 2,8                | −3,3               | −7,8               | 2,8                |
| Норма опадів, мм      | 9                  | 9                  | 30                 | 47                 | 56                 | 42                 | 47                 | 39                 | 26                 | 25                 | 19                 | 14                 | 364                |
| --------------------- | ------------------ | ------------------ | ------------------ | ------------------ | ------------------ | ------------------ | ------------------ | ------------------ | ------------------ | ------------------ | ------------------ | ------------------ | ------------------ |
| Джерело: NOAA         |                    |                    |                    |                    |                    |                    |                    |                    |                    |                    |                    |                    |                    |

## Демографія
Згідно з переписом 2010 року, у місті мешкало 35 789 осіб у 13 492 домогосподарствах у складі 8954 родин. Густота населення становила 1842 особи/км².  Було 14274 помешкання (735/км²).
Расовий склад населення:
| - 76,6 % — білих - 3,7 % — азіатів - 2,3 % — чорних або афроамериканців - 1,3 % — корінних американців - 0,1 % — вихідців з тихоокеанських островів - 11,7 % — осіб інших рас |

До двох чи більше рас належало 4,2 %. Частка іспаномовних становила 30,6 % від усіх жителів.
За віковим діапазоном населення розподілялося таким чином: 25,5 % — особи молодші 18 років, 63,2 % — особи у віці 18—64 років, 11,3 % — особи у віці 65 років та старші. Медіана віку мешканця становила 33,1 року. На 100 осіб жіночої статі у місті припадало 99,2 чоловіків;  на 100 жінок у віці від 18 років та старших — 96,7 чоловіків також старших 18 років.
Середній дохід на одне домашнє господарство  становив 64 529 доларів США (медіана — 55 831), а середній дохід на одну сім'ю — 71 568 доларів (медіана — 63 339). Медіана доходів становила 44 430 доларів для чоловіків та 38 845 доларів для жінок. За межею бідності перебувало 14,0 % осіб, у тому числі 20,0 % дітей у віці до 18 років та 7,4 % осіб у віці 65 років та старших.
Цивільне працевлаштоване населення становило 19 823 особи. Основні галузі зайнятості: освіта, охорона здоров'я та соціальна допомога — 17,6 %, роздрібна торгівля — 13,6 %, мистецтво, розваги та відпочинок — 11,7 %.